# Timolipoma
Timolipoma es un tumor benigno poco frecuente. Por el tamaño de este tumor, en una radiografía de tórax puede asemejar cardiomegalia. En cuanto a la morfología y la ubicación, principalmente se genera en los mediastinos anterior y superior del plano glandular. Es capaz de adaptar su forma a la anatomía cardiaca, circundando por completo al corazón. Principalmente su estructura histológica está constituida por grasa. Un tercio es de histología tímica pura.